# 궁기

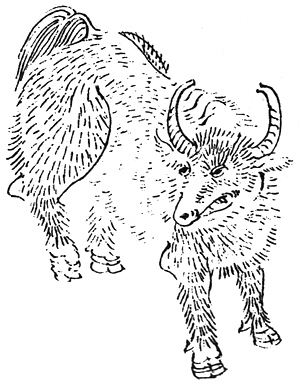
청나라 왕불의 『산해경존』에 묘사된 「궁기」

궁기(窮奇, Qióngqí)는 중국 신화에 등장하는 전설의 생물이다. 사흉 중 하나이다.
중국의 고대 지리서, 《산해경》의 〈서산경〉에는 모습은 소와 같고, 고슴도치처럼 털이 나있으며, 규산(刲山)이라는 산에 살며, 개의 울음소리로 짖고, 사람을 잡아먹는다고 기록되어 있고, 《해내북경》에는 날개가 달린 호랑이로, 사람을 머리부터 잡아먹는다고 기록되어 있다. 오제의 한 명인 소호의 아들이었는데, 그 혼이 규산에 머물러 괴물이 되었다고 한다.
《산해경》을 모방해 쓰인 전한 초기의 《신이경》에는 전술(前述)한 《해내북경》과 같은 모습으로, 사람의 말을 알아듣고, 사람이 다투고 있으면 올바른 말을 하는 쪽을 잡아먹고, 성실한 사람이 있으면 그 사람의 코를 먹고, 악인이 있으면 짐승을 잡아다 그 사람에게 준다고 한다.
사상서, 《회남자》에는 궁기는 북풍을 불러일으키는 바람의 신의 일종으로 보이기도 했다. 일본에서는 낫족제비를 궁기로 표기하는 일도 있지만, 이것은 궁기가, 전술한 내용과 더불어 이전에 일본의 지식인들이, 중국에 있는 것은 일본에도 있을 것이라는 생각에 궁기와 낫족제비를 동일시하기 위해서라고 생각할 수 있다. 춘추좌씨전과 후한서에도 등장한다.